# Northumberland—Miramichi (circonscription fédérale)
Northumberland-Miramichi était une circonscription électorale fédérale du Nouveau-Brunswick, Canada, dont le représentant a siégé à la Chambre des communes de 1955 à 1987.

## Histoire
Cette circonscription correspondait dans un premier temps à l'ex-circonscription de Northumberland dont elle ne variait que par le nom.
Une fraction du Comté de Kent comprenant les paroisses d'Acadieville et de Carleton est ajoutée en 1966.
La circonscription est finalement abolie en 1987 lorsqu'elle est répartie entre les circonscriptions de Beauséjour et de Miramichi.

## Liste des députés successifs
Cette circonscription fut représentée par les députés suivants :
|  | Législature | Date élection    | Député                | Profession  | Parti                     |
|  | ----------- | ---------------- | --------------------- | ----------- | ------------------------- |
|  | 23e         | 10 juin 1957     | George Roy McWilliam  | Rédacteur   | Libéral                   |
|  | 24e         | 31 mars 1958     | George Roy McWilliam  | Rédacteur   | Libéral                   |
|  | 25e         | 18 juin 1962     | George Roy McWilliam  | Rédacteur   | Libéral                   |
|  | 26e         | 8 avril 1963     | George Roy McWilliam  | Rédacteur   | Libéral                   |
|  | 27e         | 8 novembre 1965  | George Roy McWilliam  | Rédacteur   | Libéral                   |
|  | 28e         | 25 juin 1968     | G.A. Percy Smith      | Avocat      | Libéral                   |
|  | 29e         | 30 octobre 1972  | G.A. Percy Smith      | Avocat      | Libéral                   |
|  | 30e         | 8 juillet 1974   | Maurice Adrian Dionne | Instituteur | Libéral                   |
|  | 31e         | 22 mai 1979      | Maurice Adrian Dionne | Instituteur | Libéral                   |
|  | 32e         | 18 février 1980  | Maurice Adrian Dionne | Instituteur | Libéral                   |
|  | 33e         | 4 septembre 1984 | W.R. Jardine          | Retraité    | Progressiste-conservateur |